# Saumont
Saumont is een gemeente in het Franse departement Lot-et-Garonne (regio Nouvelle-Aquitaine) en telt 158 inwoners (1999). De plaats maakt deel uit van het arrondissement Nérac.

## Geografie
De gemeente ligt in het dal van de Auvignon, een zijrivier van de Garonne.
De omgeving van Saumont wordt Pays d'Albret genoemd.
De oppervlakte van Saumont bedraagt 6,8 km², de bevolkingsdichtheid is 23,2 inwoners per km².
De onderstaande kaart toont de ligging van Saumont met de belangrijkste infrastructuur en aangrenzende gemeenten.

## Demografie
Onderstaande figuur toont het verloop van het inwonertal (bron: INSEE-tellingen).

## Bezienswaardigheden
Het Château de Saumont werd rond 1654 op de ruïnes van een ouder gebouw opgericht voor Marie-Claire de Mauléon en haar echtgenoot François de Tersac, heer van Montberault. In de jaren 1830 werden 10 métairies, twee watermolens en een windmolen bij het domein van het kasteel gevoegd. In 1888 werd het gerenoveerd. In 1956 werd de humanitaire stichting Petits Frères des Pauvres eigenaar die het aanpaste tot rusthuis.